# Jean-Christophe Averty
Jean-Christophe Averty (6 d'agost de 1928 – 4 de març de 2017) va ser un presentador i director de ràdio i televisió francès.
A partir dels anys 1960, va revolucionar la pantalla petita emetent programes amb els més importants cantants, des dels més veterans als més joves de la generació ié-ié, entre ells Johnny Hallyday, Françoise Hardy, Eddy Mitchell, Gilbert Bécaud, Sylvie Vartan, Serge Gainsbourg, Dalida o Yves Montand.
Moltes de les seves produccions televisives ho van convertir en un precursor del videoart a França. Va ser un dels últims directors a sou de la Société Française de Production (SFP) i, durant molt de temps, l'únic director de l'ORTF, les emissions de la qual es van vendre a l'estranger.
Gran coneixedor del jazz, Averty va emetre durant anys al Festival Jazz à Juan, pel qual van passar tots els grans músics del gènere.
Va ser també una de les veus de France Inter i France Culture, sobretot amb el programa radiofònic Les Cinglés du music-hall.

## Biografia

### Família
Nascut a París, França, els seus pares eren Charles Averty, ferreter, i Rosalie Douillard, institutriu.

### Formació i inicis
Després dels seus estudis en la École alsacienne, el Liceu Montaigne i el Liceu Louis-le-Grand, Jean-Christophe Averty va ingressar a l'École nationale de la France d'outre-mer, però va renunciar a ella per a estudiar dret, lletres, anglès i filologia. Va estudiar després i es va diplomar a l'Institut des hautes études cinématographiques (IDHEC, promoció 1948-50). Va treballar en un banc d'animació per als Walt Disney Studios a Burbank en els anys 1950 abans de debutar en la televisió francesa el 16 de novembre de 1952 com a ajudant de René Lucot.

### Carrera
Jean-Christophe Averty es va iniciar com a director el 1956 ; va produir prop d'un miler emissions televisives i gairebé el doble radiofòniques, dedicades al jazz, l'esport, el circ, la moda, les varietats i, sobretot, el teatre dramàtic.
Va guanyar la seva reputació gràcies al seu temperament, el seu gust per la provocació i la innovació televisual. La seva sèrie Les Raisins verts (1963) va motivar un gran escàndol. Guardonat als Estats Units amb un Premi Emmy pel seu programa, no va cessar en els seus intents de revolucionar el mitjà audiovisual francès.
Averty va freqüentar els mitjans existencialistes del barri de Saint-Germain-des-Prés i va treballar en produccions teatrals que implicaven a Cocteau o a Picasso.
El 1965 va dirigir Ubu roi, adaptació a la televisió de la peça d'Alfred Jarry, repleta d'efectes especials electrònics i interpretada per Jean Bouise, Rosy Varte, Hubert Deschamps i Henri Virlogeux, telefilm emès per l'ORTF.
Va dirigir el 1971 un mega-videoclip que il·lustrava l'àlbum concepte Histoire de Melody Nelson, compost per Serge Gainsbourg, i en el qual apareixia Jane Birkin.
Les creacions televisives d'Averty utilitzaven el vídeo i el croma, amb personatges filmats sobre un fons blau. Aquesta tècnica li va permetre realitzar Les Facéties du sapeur Camember a partir de l'obra de Marie Louis Georges Colomb, conegut com a « Christophe », a més d'una versió de Chantecler, peça d'Edmond Rostand.
El 1969 dirigí el gran telefilm Le Songe d'une nuit d'été, primer film complet en croma, en el qual els actors (Claude Jade, Christine Delaroche, Jean-Claude Drouot…) actuaven sobre un escenari nu.
Averty va ser un dels últims directors a sou de la Société française de production i, durant molt temps, l'únic realitzador de l'ORTF les emissions de la qual es van vendre a l'estranger.
Apassionat seguidor de Alfred Jarry i de la patafísica, va ser sàtrapa del Col·legi de Patafísica l'any 1990.
Un dels programes amb els quals més va col·laborar va ser Des Papous dans la tête, emès per France Culture.

### Últims anys
En 2012, Jean-Christophe Averty va confiar la gestió, conservació i salvaguarda dels drets del conjunt de les seves obres televisuals i radiofòniques a l'Institut national de l'audiovisuel (INA) — prop d'un miler d'emissions televisives sobre jazz, esport, circ, moda, varietats o teatre.

### Vida privada
Jean-Christophe Averty havia estat casat amb l'actriu Marie-Blanche Vergne, morta prematurament per un càncer el 1989, amb la qual va tenir tres fills.
La seva filla, Karine Averty, va ser primera ballarina del Ballet de l'Òpera Nacional de París.

## Música

### Director amant de la música
Jean-Christophe Averty va dirigir espectacles televisius, amb el seu singular estil, en els quals actuaven cantants com Gilbert Bécaud, Georges Brassens, Julien Clerc, Dalida, Léo Ferré, Serge Gainsbourg, France Gall, Juliette Gréco, Johnny Hallyday, Gérard Manset, Guy Marchand, Yves Montand, Tino Rossi, Jean Sablon, Sylvie Vartan, etc. Maurice Chevalier va lloar la seva precisió, comparable a la de Ernst Lubitsch.
Gran coneixedor del jazz, Averty va filmar al llarg de nombrosos anys el festival Jazz à Juan, en el qual actuaven els grans artistes del gènere. Aquestes produccions (més acadèmiques que altres) van tenir un renom internacional. El pianista Martial Solal li va retre homenatge amb la composició Averty, c'est moi.

### Les Cinglés du music-hall
Col·leccionista de discos de 78 RPM de jazz i varietats, adquirits en mercats de tot el món, Jean-Christophe Averty va presentar durant vint-i-vuit anys, fins a la seva última emissió en 2006, el programa de ràdio Les Cinglés du music-hall (1805 episodis). El programa va permetre establir una relació d'intercanvi amb els oïdors, i al llarg de la seva trajectòria va permetre al públic descobrir o redescobrir a nombrosos artistes, com Yvette Guilbert, Fréhel, Georgius, Joséphine Baker o Ray Ventura.

## Cinema

### Curtmetratges
- 1952: Vacances à la mer
- 1962: Ce soir spectacle
- 1963: Encore dimanche
- 1964: La Cage aux oiseaux

### Televisió
- 1965 : Ubu roi, telefilm
- 1971 : Alice au pays des merveilles[21]
- 1975 : Le Péril bleu, de Maurice Renard
- 1976 : Chanteclerc, d'Edmond Rostand
- 1977 : Impressions d'Afrique, de Raymond Roussel.
- 1980 : Ubu cocu, telefilm, d'Alfred Jarry
- 1982 : Les Mamelles de Tirésias, de Guillaume Apollinaire

### Publicitat
1991 : Renault 91 : le rayon X - 2 versions : 45 s i 30 s

## Ràdio
- 1978-2006: Les Cinglés du music-hall, France Inter i France Culture
- 1989: Le Roi Bombance, France Culture
- Jazz pour les Happy Few, France Culture
- participació en Des Papous dans la tête, France Culture

## Teatre
- 1964: Rien que des monstres, de Jean-Christophe Averty, escenografia de Jean-Christophe Averty
- 1965: The Boy Friend de Sandy Wilson, escenografia de Jean-Christophe Averty i Dirk Sanders, Théâtre Antoine
- 1967: Las flores del mal, de Charles Baudelaire, escenografia de Jean-Christophe Averty, Théâtre des Remparts i Festival internacional de Provins
- 1982: Carmen, de Prosper Mérimée i Georges Bizet, escenografia de Jean-Christophe Averty, Òpera Nacional de Lió
- 1991: On purge bébé, de Georges Feydeau, escenografia de Jean-Christophe Averty, Théâtre des Bouffes du Nord

## Premis
- 1963: Prix Bête et Méchant de Hara-Kiri
- 1964: Premis Emmy: Premi al millor programa estranger per Les Raisins verts (1963-64)
- 1964: Premi de la crítica de cinema i televisió
- 1964: Premi de la premsa en el Festival Rose d'Or
- 1965: Faraó d'or al millor programa en el Festival d'Alexandria per Bonsoir mes souvenirs-Show Line Renaud (1963)
- 1965: Rose de bronze al Festival Rose d'Or per Happy New Yves-Show Yves Montand (1964)
- 1966: Menció especial al Festival de Televisió de Montecarlo per Ann (1965)
- 1969: Gran Premi al conjunt de la seva obra als Rencontres internationales de Lure
- FIPA d'or del Festival Internacional de Programes Audiovisuals de Biarritz
- 1979: Premi a la millor emissió de l'any 1979 de l'Associació francesa de crítics i informadors de ràdio i televisió per Les Cinglés du music-hall
- 1979: Premi del primer festival audiovisual de Royan per Les Cinglés du music-hall
- 1990: 7 d'or d'honor

## Vídeos
- Mireille Dumas i Philippe Rouget, Les Trésors cachés des variétés - Jean-Christophe Averty, 2017.